# Liste der Kulturdenkmale in Lützschena-Stahmeln
Die Liste der Kulturdenkmale in Lützschena-Stahmeln enthält die Kulturdenkmale des Leipziger Ortsteils Lützschena-Stahmeln, die in der Denkmalliste vom Landesamt für Denkmalpflege Sachsen mit Stand 2017 erfasst wurden.

## Legende
- Bild: Bild des Kulturdenkmals, ggf. zusätzlich mit einem Link zu weiteren Fotos des Kulturdenkmals im Medienarchiv Wikimedia Commons. Wenn man auf das Kamerasymbol klickt, können Fotos zu Kulturdenkmalen aus dieser Liste hochgeladen werden:
- Bezeichnung: Denkmalgeschützte Objekte und ggf. Bauwerksname des Kulturdenkmals
- Lage: Straßenname und Hausnummer oder Flurstücknummer des Kulturdenkmals. Die Grundsortierung der Liste erfolgt nach dieser Adresse. Der Link (Karte) führt zu verschiedenen Kartendiensten mit der Position des Kulturdenkmals. Fehlt dieser Link, wurden die Koordinaten noch nicht eingetragen. Sind diese bekannt, können sie über ein Tool mit einer Kartenansicht einfach nachgetragen werden. In dieser Kartenansicht sind Kulturdenkmale ohne Koordinaten mit einem roten bzw. orangen Marker dargestellt und können durch Verschieben auf die richtige Position in der Karte mit Koordinaten versehen werden. Kulturdenkmale ohne Bild sind an einem blauen bzw. roten Marker erkennbar.
- Datierung: Baubeginn, Fertigstellung, Datum der Erstnennung oder grobe zeitliche Einordnung entsprechend des Eintrags in der sächsischen Denkmaldatenbank
- Beschreibung: Kurzcharakteristik des Kulturdenkmals entsprechend des Eintrags in der sächsischen Denkmaldatenbank, ggf. ergänzt durch die dort nur selten veröffentlichten Erfassungstexte oder zusätzliche Informationen
- ID: Vom Landesamt für Denkmalpflege Sachsen vergebene, das Kulturdenkmal eindeutig identifizierende Objekt-Nummer. Der Link führt zum PDF-Denkmaldokument des Landesamtes für Denkmalpflege Sachsen. Bei ehemaligen Kulturdenkmalen können die Objektnummern unbekannt sein und deshalb fehlen bzw. die Links von aus der Datenbank entfernten Objektnummern ins Leere führen. Ein ggf. vorhandenes Icon  führt zu den Angaben des Kulturdenkmals bei Wikidata.

## Liste der Kulturdenkmale in Lützschena-Stahmeln
| Bild                                    | Bezeichnung | Lage                                                                                       | Datierung | Beschreibung | ID       |
| --------------------------------------- | --- | ------------------------------------------------------------------------------------------ | --- | --- | -------- |
| Weitere Bilder                          | Bahnbetriebswerk | (Karte)                                                                                    | 1905–1906 (Bahnbetriebsanlage) | Bahnbetriebswerk mit zwei Halbrund-Lokomotivschuppen, zwei Wassertürmen der Bauart Barkhausen, zwei Wasserkränen (seit 8/2007 in Bielefeld), Verwaltungsgebäude (auch als Betriebsbahnwerk bezeichnet), Gebäude der Lokleitung, der Starkstrommeisterei (früher Kraftwerkgebäude) und dem sogenannten Basa-Gebäude (Gebäude über L-förmigem Grundriss); Verkehrs- und technikgeschichtliches Denkmal von herausragender Bedeutung, besonders durch die im Leipziger Raum singulären Wassertürme dieser Bauart von großer Relevanz | 09257045 |
| Direkt Bild zu diesem Denkmal hochladen | Leichenhaus auf dem Friedhof, Grabmal Familie Ellerbroek sowie Gedenktafel in der Friedhofskapelle zur Erinnerung an die Kämpfe der Völkerschlacht bei Leipzig 1813 | Am Bildersaal (Karte)                                                                      | um 1900 (Leichenhalle), bezeichnet 1909 (Wandstelle Ellerbrock), bezeichnet 1913 (1813 Völkerschlacht)                                         | metallene Gedenktafel (bezeichnet 1913) für den am 16. Oktober 1813 beim Sturm auf Möckern gefallenen preußischen Landwehrkommandeur von Gynz-Rekowski (im Leichenhaus, der so genannten Lützschenaer Friedhofskapelle), Wandstelle der Brauereibesitzer-Familie Ellerbroek von 1909, ortsgeschichtlich von Bedeutung | 09299396 |
|                                         | Villa und Remisengebäude | Am Bildersaal 2 (Karte)                                                                    | um 1905 (Villa) | im Landhausstil, baugeschichtlich von Bedeutung | 09258355 |
| Direkt Bild zu diesem Denkmal hochladen | Schule | Am Bildersaal 4 (Karte)                                                                    | 1926 (Schule) | Putzfassade, Anklänge an den Reformstil der Zeit um 1910, Architekt Fritz Riemann, ortsgeschichtlich und sozialgeschichtlich von Bedeutung Unhaltbare Unterrichts-Zustände zwangen den Lützschenaer Gemeinderat das Vorhaben eines Schulneubaus 1925 endlich per Beschluss und mit Tatkraft umzusetzen. Ein Beihilfeantrag wurde gestellt, eine Abordnung nach Dresden gesandt und die ortsansässige Sternburg-Brauerei – leider vergeblich – um finanzielle Unterstützung ersucht. Ziel war zunächst eine vierklassige Schule mit zumindest einer Wohnung für den Schulleiter. Pläne des Gohliser Architekten Fritz Riemann von 1926 zeigen dazu im Kellergeschoss Räume für ein Schul- sowie ein VolksBad. Die im gleichen Jahr ihrer Bestimmung übergebene Schule erregte solches Aufsehen, dass sogar Schneeberger Stadträte zur Besichtigung anreisten. Ausschließlich durch die Fenster, Eingänge und einige Sohlbank- bzw. Gesimsbänder ist die über einem hohen Klinkersockel liegende Putzfassade gegliedert, der winkelförmige Grundriss, die steilen Satteldächer und der mehrteilige Baukörper an sich zeigen das starke Bemühen, ein sich gut in die Ortsteilstruktur einpassendes Gebäude zu erbauen. Sehr streng wirken die zu je vier Fenstern zusammengefassten Fenstergruppen der Klassenräume auf der Ostseite. LfD/2006 | 09300216 |
|                                         | Rathaus sowie davor Brunnen | Am Brunnen 4 (Karte)                                                                       | um 1910 (Rathaus), 1912 (Brunnen) | alte Ortslage Hänichen, villenartiger Putzbau mit Zierfachwerk im Giebel, Brunnen mit Delphinbecken und Puttenbekrönung, bauhistorischer und ortsgeschichtlicher Wert | 09258658 |
|                                         | Denkmal für die Gefallenen des Ersten Weltkriegs | An der Schäferei (Karte)                                                                   | um 1918 (Gefallenendenkmal) | ortsgeschichtlich von Bedeutung | 09258342 |
| Direkt Bild zu diesem Denkmal hochladen | Villa | An der Schäferei 7 (Karte)                                                                 | 1834 (Villa) | ehemalige Gemäldegalerie Speck von Sternburgs, klassizistischer Bau mit originalen Details, ortsgeschichtlich und kunstgeschichtlich überörtlich bedeutsam | 09258337 |
| Direkt Bild zu diesem Denkmal hochladen | Ehemaliger Schafstall | An der Schäferei 18; 18a; 18b (Karte)                                                      | um 1860 (Seitengebäude) | straßen- und ortsbildbeherrschender langgestreckter Ziegelbau mit Stufengiebeln, ortsgeschichtlich und wirtschaftsgeschichtlich von Bedeutung | 09258338 |
| Direkt Bild zu diesem Denkmal hochladen | Zwei Eisenbahnbrücken und Treppenaufgänge zu einem Haltepunkt | Bahnstraße (Karte)                                                                         | 1884 (Eisenbahnbrücke), um 1900 (Eisenbahnbrücke)                                                                                              | Klinkermauern mit Sandsteingliederung, die Brücken genietete Stahlkonstruktionen, verkehrsgeschichtlich von Bedeutung | 09299593 |
| Direkt Bild zu diesem Denkmal hochladen | Ehemaliges Beamtenhaus mit Vorgarten | Bahnstraße 17 (Karte)                                                                      | um 1920 (Beamtenwohnhaus) | für Beamte der Sternburg-Brauerei, original erhaltener Heimatstilbau, heimatgeschichtlich von Bedeutung | 09258350 |
| Direkt Bild zu diesem Denkmal hochladen | Ehemaliges Beamtenwohnhaus (mit drei Eingängen), mit Vorgarten | Bahnstraße 18; 19; 20 (Karte)                                                              | 1921 (Beamtenwohnhaus) | Wohnbauten für Beamte der Sternburg-Brauerei, gut gegliederter und original erhaltener Wohnblock in Formen der Heimatstil-Architektur, bauhistorischer Wert | 09258351 |
| Direkt Bild zu diesem Denkmal hochladen | Villa mit Toranlage und Pforte | Bahnstraße 41 (Karte)                                                                      | 1907–1908 (Villa) | Putzfassade, im Landhausstil, baugeschichtlich von Bedeutung | 09258798 |
| Direkt Bild zu diesem Denkmal hochladen | Ehemaliges Eisenbahnerwohnhaus und zwei Hofgebäude | Bahnstraße 51; 53 (Karte)                                                                  | 1906–1908 (Eisenbahnerwohnhaus) | stattlicher Putzbau mit Ziegelgliederungen, mit stilistisch entsprechenden Hofgebäuden in Ziegel und Fachwerk, baugeschichtlich von Bedeutung Auf dem Gelände des Rangierbahnhofes Wahren und Haltepunktes Lützschena ließ die Königliche Eisenbahndirektion Halle an der Saale ein Doppelwohnhaus nebst Waschhaus- und Stallgebäude für Unterbeamte errichten. Die 1906 von der Bauabteilung der Königlich-Preußischen Eisenbahnbetriebsinspektion II vorgelegten Pläne wurden im Folgejahr umgesetzt und die Ingebrauchnahme am 3. April 1908 nach Schlussprüfung gestattet. Für 1947 ist das Vorhaben eines Umbaus kriegsbeschädigter Bodenkammern zu Wohnraum für Eisenbahner aktenkundig. Ineinandergreifende Klinker- und Putzflächen charakterisieren die Fassaden die über einem Zyklopmauerwerksockel liegen. Der Typenbau wirkt recht altmodisch und antiquiert, hinter den Mauern sind zwölf Wohnungen eingerichtet. Zwei schwach in den oberen Geschossen vorstehende Erker mit Stufengiebeln setzten dereinst wirkungsvolle Akzente, eine ähnliche Gestaltung zeigt(e) die Hoffront, hier schmiegten sich beidseitig jeweils Austritte, die durch moderne Balkonanlagen ersetzt sind. Die einfache Ausstattung jeweils ist weitgehend erhalten, ebenso die straßenseitige Begrenzungsmauer des Vorgartens sowie Pflasterungen, Ende 2015 noch weitgehend unsaniert. Unverputzt zeigen sich die Nebengebäude im Hof, sie besitzen Sichtfachwerk im Aufbau. Durch den unmittelbaren Zusammenhang mit dem bedeutenden Areals des Wahrener Bahngeländes besteht ein baugeschichtlicher und ortsentwicklungsgeschichtlicher Wert. LfD/2011, 2015 | 09258800 |
| Direkt Bild zu diesem Denkmal hochladen | Sachgesamtheit Gartenstadt Quasnitz, Dorettenring: Wohnhäuser einer Gartenstadtsiedlung (Obj. 09258334, Dorettenring 7, 8, 9, Obj. 09258339, Dorettenring 10, 12, Obj. 09258340, Dorettenring 14, 15, 16, Obj. 09258341, Dorettenring 17, 18, Obj. 09258344, Dorettenring 20, 21, 22) | Dorettenring 1; 2; 3; 4; 5; 6; 7; 8; 9; 10; 12; 14; 15; 16; 17; 18; 19; 20; 21; 22 (Karte) | 1909–1929 (Siedlung) | hufeisenförmige Anlage am Dorettenring, diese erbaut als Villenkolonie Quasnitz, die eigentliche Gartenstadt Quasnitz nördlich der Halleschen Straße am Paulinengrund, mit zweigeschossigen Einfamilienhäusern bebaut, die zu Gruppen von 3 bis 10 Bauten zusammengefasst sind, wobei durch Tiefenstaffelung innerhalb der Gruppen ein aufgelockertes Straßenbild entsteht, dem gleichen Ziel dient die kleinteilig gegliederte Dachlandschaft mit der Aufeinanderfolge von unterschiedlich gestalteten Giebeln und die bewusst eingesetzte Materialvielfalt wie Verbretterung, Schindeln und Zierfachwerk, die Häuser sind durch Vorgärten von der Straße getrennt, Gärten befinden sich auch an den Rückseiten, in den Innenbereichen der Siedlung sind Freiflächen angelegt, die als Kinderspielplätze und Kommunikationsflächen gedacht waren, sie sind ein immanenter Bestandteil der Gartenstadtkonzeption und Reformarchitektur, zu deren frühesten Beispielen die Gartenstadtsiedlung Quasnitz gehört, ortsentwicklungsgeschichtlich von Bedeutung | 09258670 |
| Direkt Bild zu diesem Denkmal hochladen | Einzeldenkmal der Sachgesamtheit Gartenstadt Quasnitz (Obj. 09258670, Dorettenring 1–22): Wohnhausgruppe einer Siedlung | Dorettenring 7; 8; 9 (Karte)                                                               | 1906, Pläne für Nummer 9 (Siedlungshaus), 1909–1911 (Siedlungshaus)                                                                            | überwiegend in originalen Formen erhaltene Häusergruppe der Gartenstadt Quasnitz, baugeschichtlich von Bedeutung | 09258334 |
| Direkt Bild zu diesem Denkmal hochladen | Einzeldenkmal der Sachgesamtheit Gartenstadt Quasnitz (Obj. 09258670, Dorettenring 1–22): Wohnhausgruppe einer Siedlung | Dorettenring 10; 12 (Karte)                                                                | 1909–1911 (Doppelwohnhaus) | erbaut als Villenkolonie Quasnitz, überwiegend original erhaltenes Doppelwohnhaus der Gartenstadt Quasnitz, baugeschichtlich von Bedeutung | 09258339 |
| Direkt Bild zu diesem Denkmal hochladen | Einzeldenkmal der Sachgesamtheit Gartenstadt Quasnitz (Obj. 09258670, Dorettenring 1–22): Wohnhausgruppe einer Siedlung | Dorettenring 14; 15; 16 (Karte)                                                            | 1906–1907 (Siedlungshaus) | weitgehend original erhaltene Häusergruppe der Gartenstadt Quasnitz, erbaut als Villenkolonie Quasnitz, bei Nummer 14 originale Einfriedung, baugeschichtlich von Bedeutung | 09258340 |
| Direkt Bild zu diesem Denkmal hochladen | Einzeldenkmal der Sachgesamtheit Gartenstadt Quasnitz (Obj. 09258670, Dorettenring 1–22): Wohnhausgruppe einer Siedlung | Dorettenring 17; 18 (Karte)                                                                | 1906–1907 (Siedlungshaus) | erbaut als Villenkolonie Quasnitz, weitgehend original erhaltene Teile eines aus drei Häusern bestehenden Gruppenhauses (Nummer 19 durch Umbau entstellt) der Gartenstadt Quasnitz, baugeschichtlich von Bedeutung | 09258341 |
| Direkt Bild zu diesem Denkmal hochladen | Einzeldenkmal der Sachgesamtheit Gartenstadt Quasnitz (Obj. 09258670, Dorettenring 1–22): Wohnhausgruppe einer Siedlung | Dorettenring 20; 21; 22 (Karte)                                                            | 1909–1911 (Siedlungshaus) | erbaut als Villenkolonie Quasnitz, weitgehend original erhaltene Häusergruppe der Gartenstadt Quasnitz, baugeschichtlich von Bedeutung | 09258344 |
| Weitere Bilder                          | Kirche (mit Ausstattung) und drei Grabmale des Kirchhofs | Elsteraue (Karte)                                                                          | um 1200 (Kirche), um 1475 (Kirchenchor), 1905 (Kirchturm)                                                                                      | alte Ortslage Hänichen, im Kern romanischer Sakralbau, gotisch überformt, der 1906 hinzugefügte Turm stilistisch zwischen Historismus und Reformstil, klassizistische Grabmale, bauhistorisch und ortsgeschichtlich von Bedeutung | 09258664 |
| Direkt Bild zu diesem Denkmal hochladen | Wohnhaus eines ehemaligen Vierseithofes | Elsteraue 1 (Karte)                                                                        | Ende 18. Jh./Mitte 19. Jh. (Bauernhaus) | Teil der alten Ortslage von Hänichen, in straßenbildprägender Situation, baugeschichtlich von Bedeutung | 09258662 |
| Direkt Bild zu diesem Denkmal hochladen | Wohnhaus in offener Bebauung | Elsteraue 2 (Karte)                                                                        | Ende 18. Jh./Mitte 19. Jh. (Wohnhaus) | original erhaltenes Wohnhaus der alten Ortslage Hänichen, Putzfassade, Krüppelwalmdach, baugeschichtlich von Bedeutung | 09258661 |
| Direkt Bild zu diesem Denkmal hochladen | Villa, mit Einfriedung und Toranlage | Elsteraue 3 (Karte)                                                                        | 1909–1911 (Villa) | alte Ortslage Hänichen, Putzbau mit Fachwerkelementen, im Landhausstil, mit älterer Toranlage, baugeschichtlich von Bedeutung | 09258660 |
| Direkt Bild zu diesem Denkmal hochladen | Ehemalige Schule, mit Gedenktafel | Elsteraue 5 (Karte)                                                                        | 1791 (Schule) | alte Ortslage Hänichen, Obergeschoss Fachwerk, zusammen mit Hainkirche straßenbildprägend, Zeugnis der Ortsgeschichte | 09258663 |
| Direkt Bild zu diesem Denkmal hochladen | Villa mit Einfriedung | Elsteraue 9 (Karte)                                                                        | 1903–1904 (Villa) | alte Ortslage Hänichen, straßenseitige Villa mit überdachter Freitreppe und Veranda mit Bleiglasfenstern, Putzfassade, baugeschichtlich von Bedeutung | 09258665 |
| Direkt Bild zu diesem Denkmal hochladen | Villa, ehemalige Schule | Elsteraue 10 (Karte)                                                                       | 1887–1889 (Villa) | alte Ortslage Hänichen, in zeittypischen neoklassizistischen Formen, Putzfassade, baugeschichtlich von Bedeutung 1887 schreibt der Schulvorstand zu Hänichen an die Königliche Bezirksschulinspektion und informiert über einen beabsichtigten Unterrichtsneubau bis Michaelis des Folgejahres, jedoch werden erst am 2. Juni 1888 Pläne vorgelegt. Die alte Schule wäre aber in Ordnung und durchaus für 90 bis 100 Kinder in zwei Klassen weiterhin nutzbar. Pfarrer F. Thieme, in seiner Person auch Schulvorstand und Lokalschulinspektor zu Hänichen, notierte die geplante Erbauung auf den Hänichener Pfarrfeldern als eingeschossigen Bau mit Klassenzimmer und einer Giebelwohnung für den Hilfslehrer. Nunmehr bis zum 1. Mai 1889 sollten das verputzte Ziegelgebäude sowie ein kleines Nebengebäude errichtet sein. Großzügig mit vier eng beieinander stehenden Fenstern wurde der Klassenraum belichtet, darüber ein Drempelgeschoss. Rechts markiert ein Seitenrisalit mit Zwerchhaus den Eingang. Den Entwurf unterzeichnete Baumeister Otto Bruno Oehlschlegel. Aus Kostengründen erfolgt 1910 ein Verkauf der Schule an Justizrat Dr. E. Weniger, der einen Umbau zu Wohnzwecken beabsichtigt. An den durch das Leipziger Baugeschäft H. Bruno Oehlschlegel ausgeführten Planungen ist auch der Landesverein Sächsischer Heimatschutz mit einer Stellungnahme beteiligt. Im November 1911 werden Tekturen nachgereicht und die zunächst beabsichtigte behutsame Neugestaltung der Fassaden nicht umgesetzt. Eine Schlussprüfung ist erst mit Datum vom 1. Mai 1917 aktenkundig unter der nunmehrigen Besitzerinnen Marie verw. Erler und Martha verehelichte Weniger. In den Planunterlagen taucht der Name „Landhaus Erna“ auf. Hinter den weitgreifenden Veränderungen der Fassaden, dem Anbau eines Wintergartens mit Terrasse, der Verlegung des mit großem Vordach versehenen Eingangs an die Giebelseite sowie einen Funktionsgebäudeanbau mit Brunnen lässt sich der alte Schulbau nurmehr erahnen. Als ehemaliger Schulbau ein bedeutsames Dokument der Ortsentwicklung, baugeschichtlich auch als Villenbau von besonderem Interesse. LfD/2011 | 09258672 |
| Direkt Bild zu diesem Denkmal hochladen | Villa | Elsteraue 11 (Karte)                                                                       | 1897–1898 (Villa) | in rückwärtiger Grundstückslage, alte Ortslage Hänichen, Putzfassade, mit Resten von dekorativer Malerei im Traufbereich, baugeschichtlich von Bedeutung | 09258666 |
| Direkt Bild zu diesem Denkmal hochladen | Villa | Elsteraue 16 (Karte)                                                                       | 1906–1907 (Villa) | alte Ortslage Hänichen, repräsentative Villa, Putzfassade mit Zierfachwerk und verglaster Veranda, baugeschichtlich von Bedeutung | 09258797 |
| Direkt Bild zu diesem Denkmal hochladen | Wohnhaus, mit Vorgarten | Elstermühlweg 2 (Karte)                                                                    | um 1820 (Wohnhaus) | Lehmwellerbau mit Fachwerkoberstock, vermutlich ehemaliges Gasthaus, Geschichtswert und wissenschaftlich-dokumentarischer Wert, städtebaulich bedeutsam | 09302434 |
| Direkt Bild zu diesem Denkmal hochladen | Wohnhaus (mit Oberlaube) und Scheune eines Bauernhofes | Elstermühlweg 4 (Karte)                                                                    | 18. Jh. und frühes 19. Jh. (Bauernhaus) | Wohnhaus mit verbretterter Oberlaube, Obergeschoss Fachwerk, Seltenheitswert, baugeschichtlich von Bedeutung | 09258671 |
| Weitere Bilder                          | Einzeldenkmal der Sachgesamtheit Schloss und Schlosspark Lützschena (Obj. 09258349, Schloßweg 9a, 9c, 9d, 9f, 11): Wehr und Wasserkraftwerk | Elstermühlweg 8 (Karte)                                                                    | um 1920 (Wasserwerk) | am Mühlenanwesen Lützschena, über Brücke zu erreichen, ortsgeschichtlich von Bedeutung | 09300193 |
|                                         | Villa (mit Ausstattung) und Einfriedung | Hallesche Straße 110 (Karte)                                                               | 1888 (Fabrikantenvilla) | historistischer Bau in Formen der Tudorgotik, mit Holzveranda, Villa gehörte zur Sternburg-Brauerei, originale Treppenhausausstattung, baugeschichtlich von Bedeutung | 09258354 |
| Direkt Bild zu diesem Denkmal hochladen | Toranlage und Seitengebäude eines ehemaligen Dreiseithofes | Hohle Gasse 2 (Karte)                                                                      | 18. Jh. (Seitengebäude) | alte Ortslage Quasnitz, Seitengebäude mit Fachwerk-Obergeschoss, letzte original erhaltene Hofanlage dieses Typs im Ortsteil, ortsbildprägend und bauhistorisch von Bedeutung | 09258667 |
|                                         | Treppenanlage und Wandbrunnen in einer Gartenstadtsiedlung | Jungfernstiege (Karte)                                                                     | 1911 (Brunnen) | ortsgeschichtlich und baukünstlerisch von Bedeutung | 09258352 |
| Direkt Bild zu diesem Denkmal hochladen | Wohnhaus einer Gartenstadt | Kleiner Poetenweg 25 (Karte)                                                               | um 1920 (Einfamilienwohnhaus) | weitgehend ursprünglich erhaltene Einfamilienhaus der Gartenstadt Quasnitz, baugeschichtlich von Bedeutung | 09259592 |
| Direkt Bild zu diesem Denkmal hochladen | Gedenkstein für die Völkerschlacht bei Leipzig 1813 | Mühlenstraße (Karte)                                                                       | bezeichnet 1913 (Gedenkstein) | alte Ortslage Stahmeln, Findling mit Metallplatte, geschichtlich von Bedeutung | 08966037 |
|                                         | Ehemalige Villa eines Mühlenbesitzers, mit Garten und Einfriedungsmauer | Mühlenstraße 17 (Karte)                                                                    | um 1889 (Fabrikantenvilla) | alte Ortslage Stahmeln, in unmittelbarem Zusammenhang mit Mühlenkomplex stehend, baugeschichtlich und ortsgeschichtlich von Bedeutung | 09258811 |
|                                         | Mühlenanwesen mit Mühlengebäude (Nr. 18a-18d), Silogebäude (Nr. 18) und Nebengebäude (Nr. 19/19a) | Mühlenstraße 18; 18a; 18b; 18c; 18d; 19; 19a (Karte)                                       | 1875 (Getreidemühle), 1889/1912 Mehlsilo (Silo), 1916 Getreidesilo (Silo), 1889 Stall (Seitengebäude), um 1889 Verwaltungsgebäude (Verwaltung) | alte Ortslage Stahmeln, Anlage bestehend aus Mühlengebäude mit Mehlsilo und Treppenhausturm (1889/1912), Getreidesilo (1916), Steg, ehemaligem Stall (1889), Verwaltungsgebäude (um 1889) sowie ehemals mit Gefolgschaftshaus (1938/1941, Abbruch 2002), Industriemühle, technikgeschichtlich von überregionaler Bedeutung, Zeugnis der Ortsentwicklung, Bedeutung für die Volksbildung | 09258810 |
|                                         | Ehemaliges Verwaltungsgebäude eines Gutshofes, mit Einfriedungsmauer des Vorgartens | Mühlenstraße 20 (Karte)                                                                    | um 1900 Verwaltungsgebäude (Verwaltung) | alte Ortslage Stahmeln, Kopfbau am Anfang der Mühlenstraße, in zeittypischen Landhausformen, neben der Villa dominierend im Ensemble der Gutsgebäude, baugeschichtlich und ortsgeschichtlich von Bedeutung | 09258807 |
| Direkt Bild zu diesem Denkmal hochladen | Wirtschaftsgebäude eines ehemaligen Gutshofes | Mühlenstraße 21; 22; 23 (Karte)                                                            | um 1889 (Wirtschaftsgebäude) | alte Ortslage Stahmeln, zweigeschossige Ziegelbauten, ortsgeschichtlich von Bedeutung | 09258809 |
| Direkt Bild zu diesem Denkmal hochladen | Wirtschaftsgebäude eines ehemaligen Gutshofes | Mühlenstraße 25; 26 (Karte)                                                                | um 1889 (Wirtschaftsgebäude) | alte Ortslage Stahmeln, zweigeschossige Putz-Ziegel-Bauten, ortsgeschichtlich von Bedeutung | 08970110 |
|                                         | Villa eines Gutshofes, mit Villengarten und Einfriedung | Mühlenstraße 28 (Karte)                                                                    | 1898 (Villa) | alte Ortslage Stahmeln, repräsentativer Bau in Spätjugendstilformen, mit ortsbildbeherrschendem Turm, baugeschichtlich und ortsgeschichtlich von Bedeutung | 09258808 |
| Direkt Bild zu diesem Denkmal hochladen | Wohnhaus einer Gartenstadt | Paulinengrund 7 (Karte)                                                                    | um 1913 (Einfamilienwohnhaus) | annähernd original erhaltenes Einfamilienhaus, Veranda mit Bleiglasscheiben, Reformstil-Architektur, baugeschichtlich von Bedeutung | 09259311 |
| Direkt Bild zu diesem Denkmal hochladen | Wohnhaus einer Gartenstadt | Paulinengrund 15 (Karte)                                                                   | um 1922 (Einfamilienwohnhaus) | weitgehend ursprünglich erhaltenes Einfamilienhaus, mit Art-Déco-Bauschmuck, baugeschichtlich von Bedeutung | 09259882 |
| Direkt Bild zu diesem Denkmal hochladen | Zwei Wohnhäuser in offener Bebauung | Quasnitzer Weg 2; 4 (Karte)                                                                | um 1928 (Mietshaus) | auf Quasnitzer Flur erbaut, im Stil der 1920er Jahre, Putzfassaden mit originaler Farbgestaltung und charakteristischer Klinker-Gliederung, baugeschichtlich von Bedeutung | 09258504 |
| Weitere Bilder                          | Kirche mit Kirchhof | Schloßweg (Karte)                                                                          | 16. Jh., bezeichnet 1836 (Grabmal) | Kirche (mit Ausstattung) mit ehemaligem Kirchhof, mit zwei eingemauerten Grabmalen, zwei Torpfeiler, Gruftplatte Maximilian Speck von Sternburg an Nordseite sowie einem eisernen Grabkreuz, baugeschichtlich und ortsgeschichtlich von Bedeutung | 09258346 |
| Weitere Bilder                          | Kirche | Schloßweg (Karte)                                                                          | Anfang 16. Jh. (Kirche) | Kirche mit Ausstattung (als Schlosskirche bezeichnet), mit zwei eingemauerte Grabmalen an der Ostseite, als kleiner Saalbau mit Westturm, Chor mit schlichten Maßwerkfenstern noch gotisch, sonst im 19. Jahrhundert neogotisch erneuert, baugeschichtlich und ortsgeschichtlich von Bedeutung | 09258346 |
|                                         | Pfarrhaus und Einfriedung | Schloßweg 4 (Karte)                                                                        | 1911 (Pfarrhaus) | repräsentativer villenartiger Bau mit erhaltenen zeittypischen Dekorationsformen, ortsbildprägende Lage am Anfang des Schlossweges, Reformstil-Architektur, bauhistorisch und ortsgeschichtlich von Bedeutung | 09258345 |
| Direkt Bild zu diesem Denkmal hochladen | Einzeldenkmal der Sachgesamtheit Schloss und Schlosspark Lützschena (Obj. 09258349, Schloßweg 9a, 9c, 9d, 9f, 11): Ehemaliges Mühlenanwesen mit zwei Seitengebäuden und Taubenhaus | Schloßweg 8; 8a; 8b (Karte)                                                                | um 1780 (Seitengebäude) | Seitengebäude in Fachwerk, baugeschichtlich von Bedeutung | 09258347 |
| Weitere Bilder                          | Einzeldenkmal der Sachgesamtheit Schloss und Schlosspark Lützschena (Obj. 09258349, Schloßweg 9a, 9c, 9d, 9f, 11): Schloss (mit Teilen der originalen Ausstattung), Wirtschaftshof mit originaler Pflasterung, Orangerie, Scheune und nördlichem Wirtschaftsgebäude sowie Reithalle (mit Pferde-Plastik), frei stehende Kegelbahn im ehemaligen Russischen Garten sowie Staffagebauten und Bildwerke im Park (Plastik »Borghesischer Fechter«, Sandsteinskulptur »Jungfrau«, Reste der ursprünglichen Parkbauten darunter Dianatempel, Waldkapelle, »ex voto« = künstliche Ruine, Grabkapelle, Mausoleum), sowie Schlosspark (mit Waldfriedhof und Teichen), Kastanienallee und sogenannter Russischer Garten, weiterhin historische Pflasterung der Kastanienallee | Schloßweg 9a; 9c; 9d; 9e; 9f (Karte)                                                       | 1864 (Schloss (Rittergut)), vor 1900 (Kegelbahn), ab 1825 (Bildwerk), 1935 (Mausoleum)                                                         | gartenkünstlerisch, landschaftsgestaltend und ortsbildprägend und ortsgeschichtlich von Bedeutung, mit dem Schlosspark exemplarisches Ensemble einer ornamented farm (hohe gartenhistorische Wertigkeit) | 09258333 |
| Weitere Bilder                          | Sachgesamtheit Schloss und Schlosspark Lützschena, mit folgenden Einzeldenkmalen: Schloss (mit Teilen der originalen Ausstattung), Wirtschaftshof mit originaler Pflasterung, Orangerie, Scheune und nördlichem Wirtschaftsgebäude sowie Reithalle (mit Pferde-Plastik), frei stehende Kegelbahn im ehemaligen Russischen Garten sowie Staffagebauten und Bildwerke im Park (Plastik »Borghesischer Fechter«, Sandsteinskulptur »Jungfrau«, Reste der ursprünglichen Parkbauten darunter Dianatempel, Waldkapelle, »ex voto« = künstliche Ruine, Grabkapelle, Mausoleum), sowie Schlosspark (mit Waldfriedhof und Teichen), Kastanienallee und sogenannter Russischer Garten, weiterhin historische Pflasterung der Kastanienallee (Obj. 09258333, Schloßweg 9a, 9c, 9d, 9e, 9f), ehemalige Stellmacherei (heute Schloßweg 11/Auenwaldstadion, Obj. 09300204), Wehr und Wasserkraftwerk der ehemaligen Mühle Lützschena (Obj. 09300193, Elstermühlweg 8), zwei Seitengebäude und Taubenhaus des ehemaligen Mühlenanwesens (Obj. 09258347, Schloßweg 8, 8a, 8b) und Wohnhaus des ehemaligen Mühlenanwesens (Neubau) als Sachgesamtheitsteil (Elstermühlweg 6) | Schloßweg 9a; 9c; 9d; 9e; 9f; 11 (Karte)                                                   | 1864 (Schloss) | kulturhistorisch bedeutsamer Landschaftspark zwischen Elster und Luppendamm, mit noch erkennbaren gestalterischen Grundstrukturen wie Baumgruppen und Solitärbäumen, Wasserläufen und -flächen, Bodenprofil, gewundener Wegeführung und Kastanienallee, Waldfriedhof (mit Grüften und Grabbauten), Postamente ehemaliger Gartenplastiken, Ruhesitzen und Erinnerungsmalen, weitere Gartenanlagen nördlich der Weißen Elster mit Einfriedung an der Westseite, Schlosspark zwischen Weißer Elster und Hundewasser mit Kleinarchitekturen, Plastiken und Begräbnissen, gartenkünstlerisch, landschaftsgestaltend, ortsbildprägend und ortsgeschichtlich von Bedeutung, mit dem Schlosspark exemplarisches Ensemble einer ornamented farm (hohe gartenhistorische Wertigkeit) | 09258349 |
| Weitere Bilder                          | Einzeldenkmal der Sachgesamtheit Schloss und Schlosspark Lützschena (Obj. 09258349, Schloßweg 9a, 9c, 9d, 9f, 11): ehemalige Stellmacherei eines Rittergutes, heute Auwaldstation, mit Pfeilern der Einfahrt | Schloßweg 11 (Karte)                                                                       | um 1870 (Stellmacherei) | Bestandteil der Lützschenaer Gutsanlage, ortsgeschichtlich von Bedeutung | 09300204 |
| Weitere Bilder                          | Bismarckturm: Aussichtsturm mit Lindenallee zur Halleschen Straße und künstlich angeschüttetem Plateau sowie Treppenanlage und Vorplatz | Schrägweg 35 (Karte)                                                                       | 1914–1915 (Bismarckturm) | auf dem Erlerberg bei Hänichen errichtet, Stahlbetonbau, baugeschichtlich und ortsgeschichtlich von Bedeutung | 09258668 |
| Direkt Bild zu diesem Denkmal hochladen | Wohnhaus in offener Bebauung | Stahmelner Anger 3 (Karte)                                                                 | um 1925 (Wohnhaus) | alte Ortslage Stahmeln, mit markanter Klinkergliederung im Stil der 1920er Jahre, baugeschichtlich von Bedeutung | 09258803 |
| Direkt Bild zu diesem Denkmal hochladen | Wohnhaus in offener Bebauung | Stahmelner Anger 9 (Karte)                                                                 | um 1912 (Mietshaus) | alte Ortslage Stahmeln, mit hervorgehobener Gestaltung der Eingangsachse, baugeschichtlich von Bedeutung | 09258804 |
|                                         | Wohnhaus und Nebengebäude | Stahmelner Anger 19 (Karte)                                                                | um 1895 (Wohnhaus) | alte Ortslage Stahmeln, ehemaliges Obermüllerhaus, mit Fachwerk-Nebengebäude, ortsgeschichtlich von Bedeutung | 09258806 |
| Direkt Bild zu diesem Denkmal hochladen | Schulgebäude | Stahmelner Höhe 1 (Karte)                                                                  | 1898 (Schule) | alte Ortslage Stahmeln, mit betonter Eingangs- und Giebelgestaltung, Putzfassade, ehemals Ziegelfassade, ortsgeschichtlich von Bedeutung | 09258796 |
|                                         | Wohnhaus eines Bauernhofes | Stahmelner Straße 116 (Karte)                                                              | Ende 18. Jh. (Bauernhaus) | alte Ortslage Stahmeln, einzig erhaltenes Fachwerkhaus in Stahmeln, baugeschichtlich von Bedeutung | 09258802 |
| Direkt Bild zu diesem Denkmal hochladen | Ehemaliger Gasthof mit Saalanbau | Stahmelner Straße 127 (Karte)                                                              | um 1870 (Gasthof) | alte Ortslage Stahmeln, mit qualitätvoller spätklassizistischer Fassadenbildung, Geschichts- und Erinnerungswert | 09258799 |
|                                         | Schule | Windmühlenweg 4 (Karte)                                                                    | 1908 (Schule) | alte Ortslage Hänichen, Putz- und Ziegelfassade, zeittypischer Bau mit Fassadenreliefs und repräsentativer Portalgestaltung, Bedeutung für die Ortsgeschichte, Erinnerungswert | 09258659 |
| Direkt Bild zu diesem Denkmal hochladen | Arbeiterhäuser der Sternburg-Brauerei | Zur Alten Brauerei 9 (Karte)                                                               | um 1834 (Arbeiterwohnhaus) | einzig erhaltene Bauten der ersten Brauereianlage, ortsbildprägend und von sozialgeschichtlicher Bedeutung | 09258335 |
| Weitere Bilder                          | Sternburg-Brauerei: Bautengruppe einer ehemaligen Brauerei sowie Einfriedungsmauer | Zur Alten Brauerei 9 (Karte)                                                               | 2. Hälfte 19. Jh. (Brauerei) | altes Sudhaus und Kontorgebäude, Werkstatt mit Turmgebäude, Garagen, Arbeiterwohnhäuser, Kelleranlagen und Verwaltungsgebäude, Wohnhaus und Maschinenhäuser, von den Brauereigebäuden ragt das Sudhaus von 1926 (Architekt: Heinrich Mossdorf) mit seinem steil geschwungenen Kupferdach heraus, weithin sichtbares Kennzeichen der Lützschenaer Ortssilhouette, baugeschichtliche, künstlerische und städtebauliche Bedeutung; Sternburg-Brauerei | 09258669 |

## Ehemalige Kulturdenkmale
| Bild                                    | Bezeichnung                          | Lage                          | Datierung          | Beschreibung | ID       |
| --------------------------------------- | ------------------------------------ | ----------------------------- | ------------------ | --- | -------- |
| Direkt Bild zu diesem Denkmal hochladen | Ehem. preußisch-sächsisches Zollhaus | Hallesche Straße 229 (Karte)  | um 1819 (Gasthaus) | Ehemaliges preußisch-sächsisches Zollhaus; später Grenzgasthof „Sächsisches Haus“, schön proportionierter Bau mit erhaltenen originalen Details, Geschichts- und Erinnerungswert | 09258296 |
| Direkt Bild zu diesem Denkmal hochladen | Wohnhaus                             | Stahmelner Straße 130 (Karte) | um 1850 (Wohnhaus) | Wohnhaus; weitgehend original erhaltenes, ortstypisches und ortsbildprägendes ländliches Wohnhaus des frühen 19. Jahrhunderts                                                    | 09258801 |